# Psittacula intermedia
La cotorra intermedia (Psittacula intermedia (Rothschild, 1895)) era un tipo de cotorra que habita en la zona al sur de los Himalayas en India y que fue descrita sobre la base de siete especímenes. Se han observado individuos que se asemejan a esta especie en cautividad y el espécimen tipo se cree en la actualidad es un híbrido entre Psittacula himalayana y Psittacula cyanocephala. Se ha podido determinar que otros especímenes capturados recientemente que parecen similares son híbridos producidos por cruzas entre Psittacula krameri y Psittacula cyanocephala. Un análisis de los caracteres de los especímenes indica que la intermedia descrita inicialmente era un híbrido entre P. cyanocephala x P. himalayana.

## Descripción
La cotorra intermedia mide 36 cm de largo, su ala mide de 15 a 16 cm de largo, su cola mide de 16.5 a 19.5 cm. Este es una cotorra de coloración amarillenta-verdosa con la cabeza de un tono pizarra-morado con una ancha banda negra en las mejillas que se transforma en una banda delgada en la nape. Su frente y zona de los ojos posee un tono rosado-púrpura. Tiene una mancha rojo-rufa en las plumas de las alas. Las plumas de la cola son moradas con extremos amarillento-blanco, y partes inferiores amarillas. La mandíbula superior es rojiza con un extremo amarillo, y la mandíbula inferior es amarillenta. La hembra posee una mancha rojiza algo más pequeña en el ala, y el tono de su cabeza es más pizarra. 
Nunca se ha observado a este perico en estado salvaje. Seis de los siete especímenes se considera poseen signos de cautividad. Los caracteres son intermedios entre los de cyanocephala e himalayana con importantes variaciones entre los especímenes.